# Dobri Zdenci
Dobri Zdenci – wieś w Chorwacji, w żupanii krapińsko-zagorskiej, w gminie Gornja Stubica. W 2011 roku liczyła 145 mieszkańców.